# Edremit (Balıkesir)
Pour les articles homonymes, voir Edremit.
Edremit est un chef lieu de district de la  province de Balıkesir en Turquie dans la région de la mer de Marmara. Il y a une ville homonyme dans la province de Van.

## Géographie
Edremit est la ville éponyme du golfe d'Edremit fermé par l'île grecque de Lesbos. Le district a une étendue de 708 km2 pour une densité de 153 hab./km2.
| Année    | 1990   | 1997   | 2000   | 2007    | 2009   |
| -------- | ------ | ------ | ------ | ------- | ------ |
| Ville    | 35 486 | 52 337 | 39 202 | 47 383  | 50 464 |
| District | 63 430 |        | 93 351 | 107 700 |        |

Le district vit surtout du tourisme et de la culture des oliviers.

## Histoire
Edremit s'est appelée Adramyttion  (en grec ancien ᾽Αδραμύττιον). Thèbe sous le Placos et Lyrnessos, villes très proches d'Adramyttion, dans le gofle d'Adramyttion en Cilicie de Troade, remontent aux temps homériques, et se retrouvent dans le Catalogue des vaisseaux au chant II de l’Iliade notamment, comme faisant partie des villes possédées par le roi Éétion. La constitution d'Adramyttion fait partie de celles retenues par Aristote dans sa collection.
D'après Étienne de Byzance, la ville est une fondation d'Adramys, fils du roi Alyatte II et frère du roi lydien Crésus. Les habitants de Délos, chassés par les Athéniens en 422 av. J.-C. y sont établis avec l'autorisation du satrape de Dascylion. En 411 av. J.-C., la population grecque en est massacrée par les Perses d'Arsakès, un subalterne du satrape Tissapherne. Dans les Actes des apôtres, Paul de Tarse s'embarque pour être jugé à Rome sur un navire venant Adramyttion. Adramyttion est un évêché suffragant d'Éphèse, l'évêque étant attesté depuis le concile de 431.
C'est une base navale importante du thème des Thracésiens au VIIIe siècle, et la ville originelle de Théodose III, un collecteur d'impôt qui y est proclamé empereur en 714 par la flotte révoltée de l'Opsikion.
Au Xe siècle, c'est une garnison du thème de Samos, le siège d'une tourma.
Vers 1090, la ville est totalement détruite par le pirate turc Zachas. En 1109, Eumathios Philokalès la reconstruit et la ville redevient une base militaire importante, utilisée notamment par Manuel Ier Comnène. Elle est capitale d'un thème propre en 1185.
Les Génois pillent la ville en 1197 et elle tombe aux mains des Latins en 1205 puis en 1213-1214.  Les Turcs la conquièrent avant 1334.
Au milieu du XIXe siècle, la ville est réputée pour son commerce de laine et de duvet de chèvre.

## Personnalités
- Panos Dukakis, père de Michael Dukakis, est natif d'Edremit (1896)
- Hülya Avşar, chanteuse et actrice turque est née à Edremit le 10 octobre 1963